# Acritus colettae
Acritus colettae är en skalbaggsart som beskrevs av Yves Gomy 1978. Acritus colettae ingår i släktet Acritus och familjen stumpbaggar. Inga underarter finns listade i Catalogue of Life.